# 베이징 펑타이역
베이징 펑타이역(北京丰台站)은 중화인민공화국 베이징시 펑타이 구에 위치한 중국 국철 베이징 철로국이 관할하는 역이다. 징광철로, 징후철로, 징하철로, 징유안철로와 펑샤철로 등이 지나가며, 베이징 역까지 17km, 샤청 역까지 104km, 베이징 역까지 7km, 광저우 역까지 2,287km, 선쩐 역까지 2,365km, 하얼빈 역까지 1,395Km, 상하이 역까지 1,446km에 이른다. 현재 신역사를 건설하기 위해 기차 운행이 중단되었다. 베이징 지하철 10호선의 지하역으로는 운행중이다.

## 연결 노선
- 징광선
- 징후선
- 징하선
- 징유안선
- 펑샤선

## 역 주변
- 正陽北里衣貿市場
- 豊台區興隆中醫醫院
- 同修堂藥房

## 역사
- 1899년 오픈

## 주변 역

### 중국 국철
- 징광선

베이징 서역 - 베이징 펑타이 역 - 시다오커우 역(西道口驛)
- 징후선

베이징 남역 - 베이징 펑타이 역 - 황춘 역(黄村驛)
- 징하선

베이징 역 - 베이징 펑타이 역 - 황투포 역(黄土坡驛)
- 징유안선

베이징 남역 - 베이징 펑타이 역 - 스징산 남역(石景山南驛)
- 펑샤선

베이징 남역 - 베이징 펑타이 역 - 스징산 남역(石景山南驛)